# Wereldkampioenschappen schermen 1979
De 30ste wereldkampioenschappen schermen werden gehouden in Melbourne, Australië in 1979. De organisatie lag in de handen van de FIE.

## Medailles

### Mannen
| Onderdeel   | Goud                                                                                   | Goud        | Zilver                                                                                   | Zilver      | Brons                                                                          | Brons          |
| ----------- | -------------------------------------------------------------------------------------- | ----------- | ---------------------------------------------------------------------------------------- | ----------- | ------------------------------------------------------------------------------ | -------------- |
| Degen       |                                                                                        |             |                                                                                          |             |                                                                                |                |
| Individueel | Philippe Riboud                                                                        | Frankrijk   | Ernö Kolczonay                                                                           | Hongarije   | Leszek Swornowski                                                              | Polen          |
| Ploegen     | Csaba Fenyvesi Ernő Kolczonay Jenő Pap István Osztrics Győző Kulcsár                   | Hongarije   | Boris Loekomski Asjot Karagian Leonid Doenajev Aleksandr Aboesjakhmetov Valerij Kjondogo | Sovjet-Unie | Johan Harmenberg Rolf Edling Göran Malkar Hans Jacobson Carl von Essen         | Zweden         |
| Floret      |                                                                                        |             |                                                                                          |             |                                                                                |                |
| Individueel | Aleksandr Romankov                                                                     | Sovjet-Unie | Pascal Jolyot                                                                            | Frankrijk   | Fabio Dal Zotto                                                                | Italië         |
| Ploegen     | Aleksandr Romankov Vladimir Smirnov Sabirzjan Roeziëv Vladimir Lapitsky Sergej Kosenko | Sovjet-Unie | Andrea Borella Fabio Dal Zotto Federico Cervi Mauro Numa Carlo Montano                   | Italië      | Matthias Behr Harald Hein Thomas Bach Klaus Reichert Matthias Gey              | West-Duitsland |
| Sabel       |                                                                                        |             |                                                                                          |             |                                                                                |                |
| Individueel | Vladimir Naslimov                                                                      | Sovjet-Unie | Viktor Krovopoeskov                                                                      | Sovjet-Unie | Michail Boertsev                                                               | Sovjet-Unie    |
| Ploegen     | Vladimir Naslimov Viktor Krovopoeskov Michail Boertsev Viktor Sidjak Nikolaj Aljochin  | Sovjet-Unie | Michele Maffei Mario Aldo Montano Gianfranco Dalla Barba Marco Romano Ferdinando Meglio  | Italië      | Jacek Bierkowski Dariusz Wódke Andrzej Kostrzewa Janusz Kondrat Tadeusz Piguła | Polen          |

### Vrouwen
| Onderdeel   | Goud                                                                              | Goud           | Zilver                                                                           | Zilver      | Brons                                                                 | Brons          |
| ----------- | --------------------------------------------------------------------------------- | -------------- | -------------------------------------------------------------------------------- | ----------- | --------------------------------------------------------------------- | -------------- |
| Floret      |                                                                                   |                |                                                                                  |             |                                                                       |                |
| Individueel | Cornelia Hanisch                                                                  | West-Duitsland | Valentina Sidorova                                                               | Sovjet-Unie | Ildikó Schwarczenberger                                               | Hongarije      |
| Ploegen     | Jelena Belova Valentina Sidorova Irina Oesjakova Nailia Giliazova Hanna Dmitrenko | Sovjet-Unie    | Ildikó Schwarczenberger Edit Kovács Zsuzsanna Szőcs Gertrúd Stefanek Magda Maros | Hongarije   | Cornelia Hanisch Ingrid Losert Sabine Bischoff Ute Wessel Jutta Höhne | West-Duitsland |

## Medaillespiegel
| Plaats | Land           | Goud | Zilver | Brons | Totaal |
| 1      | Sovjet-Unie    | 5    | 3      | 1     | 9      |
| 2      | Hongarije      | 1    | 2      | 1     | 4      |
| 3      | Frankrijk      | 1    | 1      | 0     | 2      |
| 4      | West-Duitsland | 1    | 0      | 2     | 3      |
| 5      | Italië         | 0    | 2      | 1     | 3      |
| 6      | Polen          | 0    | 0      | 2     | 2      |
| 7      | Zweden         | 0    | 0      | 1     | 1      |
| Totaal | Totaal         | 8    | 8      | 8     | 24     |

1937 · 1938 · 1947 · 1948 · 1949 · 1950 · 1951 · 1952 · 1953 · 1954 · 1955 · 1956 · 1957 · 1958 · 1959 · 1961 · 1962 · 1963 · 1965 · 1966 · 1967 · 1969 · 1970 · 1971 · 1973 · 1974 · 1975 · 1977 · 1978 · 1979 · 1981 · 1982 · 1983 · 1985 · 1986 · 1987 · 1988 · 1989 · 1990 · 1991 · 1992 · 1993 · 1994 · 1995 · 1997 · 1998 · 1999 · 2000 · 2001 · 2002 · 2003 · 2004 · 2005 · 2006 · 2007 · 2008 · 2009 · 2010 · 2011 · 2012 · 2013 · 2014 · 2015 · 2016 · 2017 · 2018 · 2019 · 2022 · 2023